# Dyanne Thorne
Dyanne Thorne (nascuda com a Dorothy Ann Seib Greenwich, Connecticut, 14 d'octubre de 1936 - 28 de gener de 2020) va ser una actriu estatunidenca, model eròtica per a revistes pin-up i ex showgirl de Las Vegas. Va ser principalment coneguda per protagonitzar quatre pel·lícules de la saga de cinema d'explotació Ilsa que van influir en el gènere cinematogràfic Nazisploitation.

## Carrera
Dyanne Thorne va començar la seva carrera al món de l'espectacle com a vocalista de banda i actriu teatral de Nova York. També va treballar com a artista d'esquetxs de comèdia. Comedy Albums, amb Allen & Rossi, Vaughn Meader i Loman & Barkley, li van guanyar les seves aparicions a molts programes de varietats de televisió com The Tonight Show, Red Skelton, Steve Allen, Merv Griffin, and with Tim Conway at Caesar's Palace Hotel in Las Vegas.
El primer paper de Thorne va ser al curtmetratge de Norman Chaitin Encounter (1965), filmat a la ciutat de Nova York, que també va ser un dels primers crèdits de la pantalla de Robert De Niro. Es va traslladar a Hollywood per aparèixer a Star Trek, i protagonitzar una altra vilà al thriller de Crown International Point of Terror (1971), el que li va portar a més papers en pel·lícules.
Va aparèixer en pel·lícules de sexplotació com Sin in the Suburbs del director de grindhouse Joseph W. Sarno i comèdies sexuals com Love Me Like I Do (1970) i Wam-Bam, Thank You, Spaceman (1973). El 1975, Thorne es va casar amb el compositor, director d'orquestra, músic i actor Howard Maurer. Posteriorment, la parella va protagonitzar cinc pel·lícules junts, va coproduir i protagonitzar diverses produccions de shworoom de Las Vegas Strip i les seves carreres els van portar arreu del món.
Com a actriu, Thorne era coneguda per la seva caracterització de l'atroç dominatrix internacional i soldat de la fortuna "Ilsa". Després del seu debut com a Ilsa a Ilsa, She Wolf of the SS (1975), va repetir el paper a les seqüeles Ilsa, Harem Keeper of the Oil Sheiks (1976), Ilsa, the Tigress of Siberia i l'entrada no oficial Greta, the Mad Butcher (ambdues de 1977), aquesta última dirigida per Jess Franco.

## Darrers anys
Thorne va començar però no va completar els estudis per obtenir un grau en antropologia. Va afirmar haver obtingut una llicenciatura en religió comparada al llarg de deu anys d'estudi.
Com a ministres no confessionals ordenats per l'església, Thorne i Maurer van crear A Scenic Outdoor Wedding com a alternativa als casaments comercials a la capella.
Dyanne Thorne va morir a Las Vegas el 28 de gener de 2020 de càncer de pàncrees als 83 anys.

## Filmografia seleccionada
- Sin in the Suburbs (1964), Yvette Talman
- Encounter (1965), Wicked Lady
- Point of Terror (1971), Andrea
- The Erotic Adventures of Pinocchio (1971), faada madrina
- Blood Sabbath (1972), Alotta
- Snatched Women (1974)
- Ilsa, She Wolf of the SS (1974), Ilsa
- The Swinging Barmaids (1975)
- Ilsa, Harem Keeper of the Oil Sheiks (1976), Ilsa
- Chesty Anderson, USN (1976), Enfermera
- Beyond Fulfillment (1976)
- Ilsa, the Tigress of Siberia a.k.a. The Tigress (1977), Ilsa
- Ilsa, the Wicked Warden a.k.a. Greta, the Mad Butcher (1977), Ilsa
- Hellhole (1985), Crysta
- Real Men (1987), Dad Pirandello
- Exploitation (2012), Dyanne Thorne
- House of Forbidden Secrets (2013), Greta Gristina
- House of the Witchdoctor (2013), Rose

## Apariciones en TV
- Felony Squad (1966), Diana Porter - episodi "The Terror Trap"
- Felony Squad (1966), Miss Lucas - episodi "Miss Reilly's Revenge"
- Star Trek (1968), Primera noia - episodi "Un tros del pastís"
- Space (minisèrie) (1985), Artista